# Planica 7 2021
Das 3. Planica 7 2021 war eine Reihe von Skisprungwettkämpfen, die als Weltcup-Finale der Weltcup-Saison 2020/21 zwischen dem 26. und 28. März 2021 stattfand. Die Wettkämpfe wurden auf der Skiflugschanze Letalnica bratov Gorišek im slowenischen Planica ausgetragen.

## Teilnehmer
Es nahmen 67 Athleten aus 16 Nationen am Planica 7 2021 teil:
| Nation             | Anzahl | Athleten |
| ------------------ | ------ | --- |
| Slowenien          | 13     | Tilen Bartol, Tjaš Grilc, Žiga Jelar, Rok Justin, Lovro Kos, Anže Lanišek, Žak Mogel, Bor Pavlovčič, Cene Prevc, Domen Prevc, Peter Prevc, Anže Semenič Timi Zajc |
| Bulgarien          | 01     | Wladimir Sografski |
| Deutschland        | 06     | Markus Eisenbichler, Severin Freund, Karl Geiger, Martin Hamann, Pius Paschke, Constantin Schmid                                                                  |
| Estland            | 02     | Artti Aigro, Kevin Maltsev |
| Finnland           | 04     | Antti Aalto, Niko Kytösaho, Jarkko Määttä, Eetu Nousiainen |
| Frankreich         | 02     | Mathis Contamine, Valentin Foubert |
| Japan              | 06     | Yūken Iwasa, Junshirō Kobayashi, Ryōyū Kobayashi, Naoki Nakamura, Keiichi Satō, Yukiya Satō                                                                       |
| Kanada             | 02     | MacKenzie Boyd-Clowes, Matthew Soukup |
| Kasachstan         | 02     | Sabyrschan Muminow, Sergei Tkatschenko |
| Norwegen           | 05     | Benjamin Østvold, Johann André Forfang, Halvor Egner Granerud, Robert Johansson, Marius Lindvik                                                                   |
| Österreich         | 07     | Philipp Aschenwald, Michael Hayböck, Jan Hörl, Daniel Huber, Stefan Kraft, Markus Schiffner, Ulrich Wohlgenannt                                                   |
| Polen              | 06     | Dawid Kubacki, Klemens Murańka, Andrzej Stękała, Kamil Stoch, Jakub Wolny, Piotr Żyła                                                                             |
| Russland           | 04     | Jewgeni Klimow, Denis Kornilow, Michail Nasarow, Roman Sergejewitsch Trofimow                                                                                     |
| Schweiz            | 04     | Simon Ammann, Gregor Deschwanden, Sandro Hauswirth, Dominik Peter                                                                                                 |
| Tschechien         | 01     | Čestmír Kožíšek |
| Vereinigte Staaten | 02     | Decker Dean, Casey Larson |

## Übersicht
| Datum         | Ort           | Schanze                        | Anmerkung     | Sieger                                                                    | Zweiter                                                            | Dritter                                                              | Führender     |
| ------------- | ------------- | ------------------------------ | ------------- | ------------------------------------------------------------------------- | ------------------------------------------------------------------ | -------------------------------------------------------------------- | ------------- |
| 26.03.2021    | Planica       | Letalnica bratov Gorišek HS240 | Einzel        | Karl Geiger                                                               | Ryōyū Kobayashi                                                    | Bor Pavlovčič                                                        | Karl Geiger   |
| 28.03.2021    | Planica       | Letalnica bratov Gorišek HS240 | Team          | DeutschlandPius Paschke Constantin Schmid Markus Eisenbichler Karl Geiger | JapanNaoki Nakamura Junshirō Kobayashi Yukiya Satō Ryōyū Kobayashi | ÖsterreichDaniel Huber Markus Schiffner Stefan Kraft Michael Hayböck | Bor Pavlovčič |
| 28.03.2021    | Planica       | Letalnica bratov Gorišek HS240 | Einzel        | Karl Geiger                                                               | Ryōyū Kobayashi                                                    | Markus Eisenbichler                                                  | Karl Geiger   |
| Gesamtwertung | Gesamtwertung | Gesamtwertung                  | Gesamtwertung | Karl Geiger                                                               | Ryōyū Kobayashi                                                    | Markus Eisenbichler                                                  |               |

## Wettkämpfe

### Qualifikation
Die Qualifikation zum ersten Einzelwettbewerb sollte am 26. März 2021 stattfinden, wurde jedoch wegen starken Windes abgesagt.

### Einzelwettbewerb I
Der erste Einzelwettbewerb fand am 26. März 2021 statt, der zweite Durchgang wurde wegen starken Windes abgesagt.
| Rang | Name                 | Weite 1 | Weite 2 | Punkte |
| ---- | -------------------- | ------- | ------- | ------ |
| 01.  | Karl Geiger          | 232,0 m | –       | 237,3  |
| 02.  | Ryōyū Kobayashi      | 231,0 m | –       | 227,7  |
| 03.  | Bor Pavlovčič        | 227,5 m | –       | 225,2  |
| 04.  | Domen Prevc          | 223,5 m | –       | 222,8  |
| 05.  | Robert Johansson     | 225,0 m | –       | 218,8  |
| 06.  | Yukiya Satō          | 237,5 m | –       | 216,8  |
| 07.  | Piotr Żyła           | 239,0 m | –       | 213,5  |
| 08.  | Markus Eisenbichler  | 223,0 m | –       | 209,7  |
| 09.  | Daniel Huber         | 220,0 m | –       | 208,9  |
| 10.  | Jakub Wolny          | 237,0 m | –       | 208,1  |
| 11.  | Peter Prevc          | 216,0 m | –       | 206,8  |
| 12.  | Žiga Jelar           | 223,0 m | –       | 205,5  |
| 13.  | Johann André Forfang | 237,5 m | –       | 395,6  |
| 14.  | Michael Hayböck      | 215,0 m | –       | 203,8  |
| 15.  | Jewgeni Klimow       | 228,0 m | –       | 203,3  |

| Rang | Name                  | Weite 1 | Weite 2 | Punkte |
| ---- | --------------------- | ------- | ------- | ------ |
| 16.  | Dawid Kubacki         | 230,0 m | –       | 203,0  |
| 17.  | Naoki Nakamura        | 225,5 m | –       | 202,0  |
| 18.  | Halvor Egner Granerud | 221,5 m | –       | 201,5  |
| 19.  | Anže Semenič          | 217,0 m | –       | 198,3  |
| 20.  | Pius Paschke          | 207,5 m | –       | 198,2  |
| 21.  | Lovro Kos             | 220,0 m | –       | 196,5  |
| 22.  | Cene Prevc            | 232,5 m | –       | 195,7  |
| 23.  | Artti Aigro           | 214,0 m | –       | 195,4  |
| 24.  | Markus Schiffner      | 217,5 m | –       | 194,4  |
| 24.  | Michail Nasarow       | 213,5 m | –       | 194,4  |
| 26.  | Anže Lanišek          | 212,0 m | –       | 194,3  |
| 27.  | Severin Freund        | 210,5 m | –       | 193,9  |
| 28.  | Jarkko Määttä         | 216,5 m | –       | 193,6  |
| 29.  | Stefan Kraft          | 215,5 m | –       | 193,4  |
| 30.  | Junshirō Kobayashi    | 199,5 m | –       | 189,2  |

### Teamwettbewerb
Der Teamwettbewerb fand am 27. März 2021 statt, wurde jedoch wegen starken Windes abgebrochen. Der Wettbewerb wurde am 28. März 2021 nachgeholt, es wurde jedoch nur ein Durchgang ausgetragen.
| Rang | Team                                                                               | Punkte |
| ---- | ---------------------------------------------------------------------------------- | ------ |
| 01.  | DeutschlandPius Paschke Constantin Schmid Markus Eisenbichler Karl Geiger          | 819,5  |
| 02.  | JapanNaoki Nakamura Junshirō Kobayashi Yukiya Satō Ryōyū Kobayashi                 | 810,0  |
| 03.  | ÖsterreichDaniel Huber Markus Schiffner Stefan Kraft Michael Hayböck               | 788,9  |
| 04.  | SlowenienBor Pavlovčič Peter Prevc Žiga Jelar Domen Prevc                          | 785,5  |
| 05.  | NorwegenHalvor Egner Granerud Marius Lindvik Johann André Forfang Robert Johansson | 779,2  |
| 06.  | PolenPiotr Żyła Andrzej Stękała Jakub Wolny Dawid Kubacki                          | 763,9  |
| 07.  | RusslandRoman Sergejewitsch Trofimow Denis Kornilow Michail Nasarow Jewgeni Klimow | 712,2  |
| 08.  | FinnlandJarkko Määttä Niko Kytösaho Antti Aalto Eetu Nousiainen                    | 638,5  |
|      |                                                                                    |        |
| 09.  | SchweizSandro Hauswirth Dominik Peter Simon Ammann Gregor Deschwanden              | 621,0  |

### Einzelwettbewerb II
Der zweite Einzelwettbewerb fand am 28. März 2021 statt. Da dies das Abschlussspringen der Weltcup-Saison war, waren hierfür traditionell nur die besten 30 Springer des Gesamtweltcupstands startberechtigt. Aus diesem Grund fand für diesen Wettkampf keine Qualifikation statt.
| Rang | Name                 | Weite 1 | Weite 2 | Punkte |
| ---- | -------------------- | ------- | ------- | ------ |
| 01.  | Karl Geiger          | 231,0 m | 232,5 m | 459,3  |
| 02.  | Ryōyū Kobayashi      | 242,0 m | 217,0 m | 452,4  |
| 03.  | Markus Eisenbichler  | 221,0 m | 230,0 m | 447,9  |
| 04.  | Domen Prevc          | 233,0 m | 233,0 m | 442,5  |
| 05.  | Daniel Huber         | 237,0 m | 226,0 m | 438,2  |
| 06.  | Yukiya Satō          | 233,0 m | 229,0 m | 435,1  |
| 07.  | Bor Pavlovčič        | 249,5 m | 218,0 m | 430,1  |
| 08.  | Johann André Forfang | 231,0 m | 234,5 m | 428,2  |
| 09.  | Robert Johansson     | 232,5 m | 222,0 m | 426,7  |
| 10.  | Michael Hayböck      | 245,0 m | 224,0 m | 425,8  |
| 11.  | Pius Paschke         | 230,0 m | 225,5 m | 421,1  |
| 12.  | Žiga Jelar           | 234,5 m | 220,0 m | 417,9  |
| 13.  | Piotr Żyła           | 226,5 m | 230,5 m | 415,4  |
| 14.  | Anže Lanišek         | 224,0 m | 223,5 m | 414,6  |
| 15.  | Andrzej Stękała      | 219,0 m | 222,0 m | 402,6  |

| Rang | Name                  | Weite 1 | Weite 2 | Punkte |
| ---- | --------------------- | ------- | ------- | ------ |
| 16.  | Halvor Egner Granerud | 239,0 m | 204,0 m | 401,1  |
| 17.  | Stefan Kraft          | 220,5 m | 217,0 m | 399,3  |
| 18.  | Dawid Kubacki         | 219,0 m | 216,0 m | 397,0  |
| 19.  | Michail Nasarow       | 218,0 m | 220,5 m | 394,1  |
| 20.  | Kamil Stoch           | 216,5 m | 206,5 m | 381,9  |
| 21.  | Philipp Aschenwald    | 221,0 m | 208,5 m | 381,8  |
| 22.  | Keiichi Satō          | 210,0 m | 219,0 m | 380,1  |
| 23.  | Peter Prevc           | 231,5 m | 196,5 m | 377,7  |
| 24.  | Gregor Deschwanden    | 220,0 m | 205,5 m | 356,3  |
| 25.  | Severin Freund        | 213,0 m | 213,0 m | 376,1  |
| 26.  | Jakub Wolny           | 212,0 m | 216,5 m | 369,6  |
| 27.  | Constantin Schmid     | 210,5 m | 209,0 m | 369,1  |
| 28.  | Martin Hamann         | 216,5 m | 200,0 m | 368,4  |
| 29.  | Klemens Murańka       | 200,5 m | 189,0 m | 324,0  |
| 30.  | Marius Lindvik        | –       | –       | DNS    |

## Gesamtwertung
| Rang | Name                  | Punkte |
| ---- | --------------------- | ------ |
| 01.  | Karl Geiger           | 902,2  |
| 02.  | Ryōyū Kobayashi       | 894,6  |
| 03.  | Markus Eisenbichler   | 880,9  |
| 04.  | Domen Prevc           | 878,4  |
| 05.  | Bor Pavlovčič         | 876,9  |
| 06.  | Daniel Huber          | 871,7  |
| 07.  | Yukiya Satō           | 859,3  |
| 08.  | Robert Johansson      | 848,8  |
| 09.  | Michael Hayböck       | 829,0  |
| 10.  | Halvor Egner Granerud | 827,5  |
| 11.  | Piotr Żyła            | 827,2  |
| 12.  | Pius Paschke          | 826,5  |
| 13.  | Johann André Forfang  | 823,0  |
| 14.  | Žiga Jelar            | 800,4  |
| 15.  | Michail Nasarow       | 781,9  |
| 16.  | Andrzej Stękała       | 780,6  |
| 17.  | Stefan Kraft          | 778,6  |
|      | Dawid Kubacki         | 778,6  |
| 19.  | Jakub Wolny           | 770,1  |
| 20.  | Peter Prevc           | 758,3  |
| 21.  | Gregor Deschwanden    | 745,7  |
| 22.  | Constantin Schmid     | 729,3  |
| 23.  | Anže Lanišek          | 608,9  |
| 24.  | Severin Freund        | 570,0  |
| 25.  | Kamil Stoch           | 568,2  |
| 26.  | Keiichi Satō          | 567,6  |
| 27.  | Philipp Aschenwald    | 565,2  |
| 28.  | Martin Hamann         | 548,5  |
| 29.  | Klemens Murańka       | 494,3  |
| 30.  | Naoki Nakamura        | 406,3  |
| 31.  | Jewgeni Klimow        | 388,8  |
| 32.  | Markus Schiffner      | 373,4  |
| 33.  | Junshirō Kobayashi    | 373,0  |

| Rang | Name                  | Punkte |
| ---- | --------------------- | ------ |
| 34.  | Jarkko Määttä         | 370,8  |
| 35.  | Marius Lindvik        | 346,2  |
| 36.  | Simon Ammann          | 342,2  |
| 37.  | Denis Kornilow        | 338,3  |
| 38.  | Roman Trofimow        | 324,6  |
| 39.  | Antti Aalto           | 323,7  |
| 40.  | Niko Kytösaho         | 319,2  |
| 41.  | Sandro Hauswirth      | 317,7  |
| 42.  | Eetu Nousiainen       | 315,2  |
| 43.  | Dominik Peter         | 287,4  |
| 44.  | Anže Semenič          | 198,3  |
| 45.  | Lovro Kos             | 196,5  |
| 46.  | Cene Prevc            | 195,7  |
| 47.  | Artti Aigro           | 195,4  |
| 48.  | Timi Zajc             | 185,1  |
| 49.  | Ulrich Wohlgenannt    | 178,8  |
| 50.  | MacKenzie Boyd-Clowes | 174,1  |
| 51.  | Wladimir Sografski    | 172,1  |
| 52.  | Tilen Bartol          | 171,3  |
| 53.  | Decker Dean           | 160,1  |
| 54.  | Yūken Iwasa           | 159,0  |
| 55.  | Matthew Soukup        | 154,3  |
| 56.  | Žak Mogel             | 153,8  |
| 57.  | Mathis Contamine      | 152,7  |
| 58.  | Rok Justin            | 148,2  |
| 59.  | Kevin Maltsev         | 147,5  |
| 60.  | Čestmír Kožíšek       | 146,3  |
| 61.  | Jan Hörl              | 141,7  |
| 62.  | Benjamin Østvold      | 137,9  |
| 63.  | Valentin Foubert      | 136,5  |
| 64.  | Sabyrschan Muminow    | 130,4  |
| 65.  | Tjaš Grilc            | 125,6  |
| 66.  | Casey Larson          | 119,9  |